# Stéphane Thouvenot
Stéphane Thouvenot, né le 14 juillet 1909 à Nantes, en Loire-Atlantique et mort le 22 juin 2001, était un militaire français. Polytechnicien (X 1927), il a terminé sa carrière au grade d’ingénieur général de l'air.